# Leagănul respirației

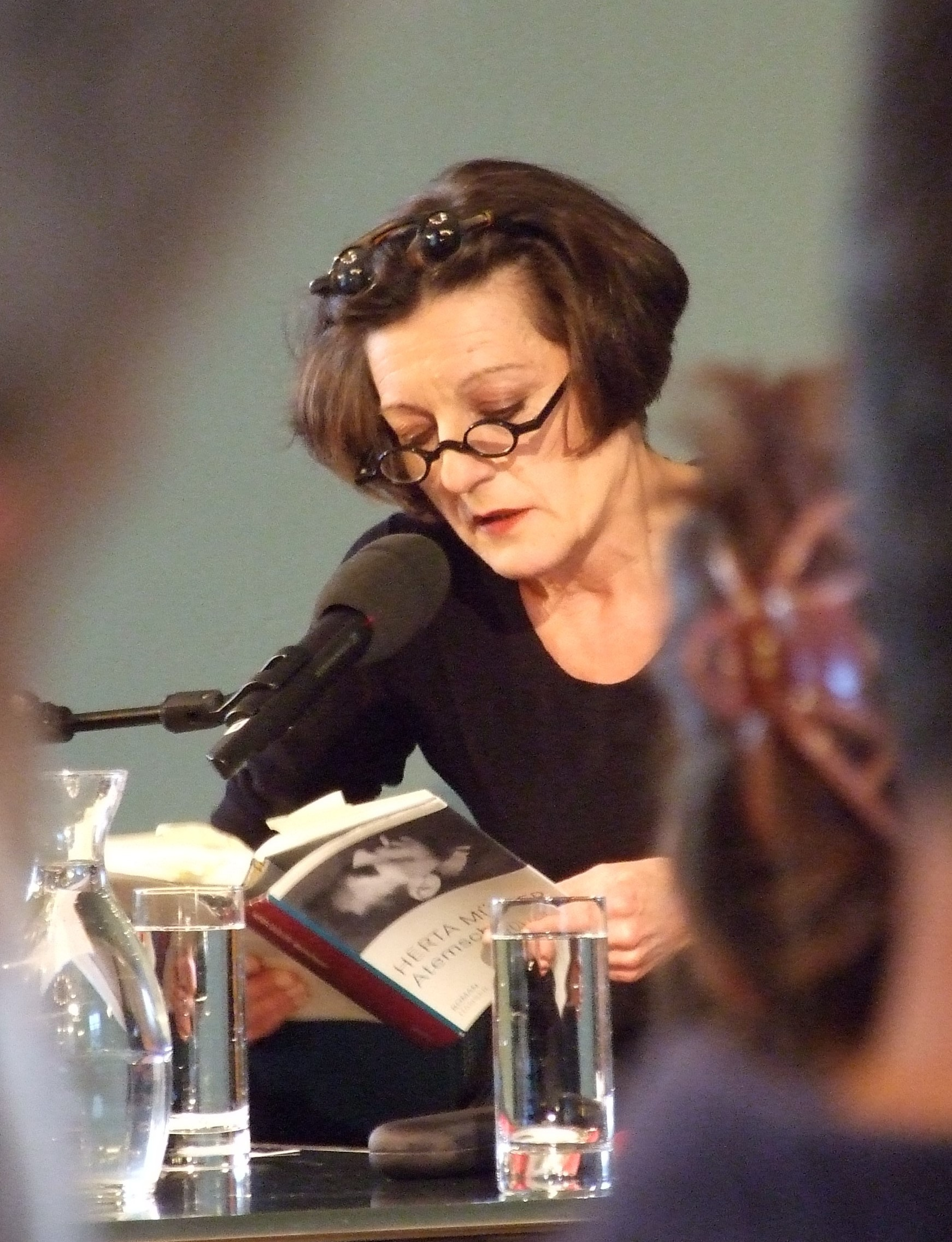
Herta Müller citind din Leagănul respirației

Leagănul respirației (în germană Atemschaukel) este un roman al scriitoarei Herta Müller, o scriitoare germană originară din România, stabilită în Germania. A apărut la Carl Hanser Verlag în 2009, anul în care autoarei i-a fost decernat Premiul Nobel pentru Literatură. Romanul tematizează deportarea unei părți din populația civilă germană din România (și a zonelor învecinate) în lagăre de muncă forțată din Uniunea Sovietică.

## Pregătirea materialului romanului
Romanul a fost gândit ca o colaborare cu poetul Oskar Pastior, care și el fusese deportat în tinerețe. Scriitoarea, împreună cu Pastior, începând din anul 2001 au început să asculte povestirile experiențelor groaznice ale deportaților din comuna autoarei și spusele mamei ei, care fusese și ea deportată cinci ani. În anul 2004 Fundația Robert Bosch i-a susținut pe Herta Müller și pe Oskar Pastior astfel încât cei doi scriitori au putut vizita pentru o săptămână unele din locurile în care s-au aflat lagărele de muncă din Ucraina. Oscar Pastior a decedat însă în anul 2006.
Romanul povestește întâmplările din perspectiva tânărului Leo Auberg din Sibiu, care la vârsta de 17 ani așteaptă în noaptea spre 15 ianuarie 1945 să fie ridicat de patrula formată dintr-un jandarm român și un soldat sovietic. Așteaptă cu nerăbdare, în loc de frică, plecarea din orașul care devenise mic și îngust pentru că mai avea o altă problemă, era homosexual.
După cinci ani petrecuți în lagărul de muncă din Ucraina Sovietică, plini de privațiuni, urmărit pretutindeni de gardienii lagărului și de Tur Priculici, un deportat colaboraționist, dar însoțit permanent de „îngerul foamei”, Leo, eroul principal revine în Sibiul natal. Împreună cu el se întorc în țară și o parte dintre supraviețuitorii lagărului.
Romanul se compune din 64 de capitole.

## Traduceri ale romanuluiAtemschaukel

### În limba cehă
- Rozhoupaný dech (Atemschaukel),  ISBN 978-80-204-2193-7. Traducere din limba germană de Radka Denemarková.

### În limba engleză
- Everything I Own I Carry with Me, 2009[1].
- The Hunger Angel, ediția publicată în SUA, 2012, (traducere în engleză de Philip Boehm)[2].

### În limba franceză
- La bascule du souffle, traducere în limba franceză din Claire de Oliveira, Éditions Gallimard, coll. « Du monde entier », Paris, 2010 ISBN 978-2070128839.

### În limba italiană
- L'altalena del respiro, Feltrinelli, 2010. ISBN 88-070-1811-X.

### În limba olandeză
- Ademschommel, De Geus, 2009.

### În limba română
- Versiunea în limba română a romanului, datorată lui Alexandru Al. Șahighian, a apărut cu titlul Leagănul respirației,[3] la 12 iunie 2010, la Editura Humanitas Fiction din București, fiind lansată la Târgul de Carte Bookfest 2010[4] ISBN 978-973-689-211-2.

### În limba rusă
- Герта Мюллер. Качели дыхания. СПб.: Амфора, 2011, Перевод с немецкого М. Белорусца (traducere din germană de M. Belorusța).

## Premii
- Deutscher Buchpreis, 2009 (un premiu acordat anual celui mai bun roman în limba germană, prezentat la Frankfurter Buchmesse (Târgul de carte din Frankfurt am Main), de edituri din Germania, Austria și Elveția[5])